# لمبتون شوريس (أونتاريو)
لمبتون شوريس، أونتاريو (بالإنجليزية: Lambton Shores)‏ هي مدينة كندية تقع في مقاطعة أونتاريو. تبلغ مساحة هذه المدينة 331.081 (كم²)، ويبلغ عدد سكانها 11150 نسمة حسب إحصاء سنة 2006 م، بينما كان يسكنها 10571 نسمة في سنة 2001 م. تحتل هذه المدينة المرتبة رقم 335 بين مدن كندا حسب عدد السكان والمرتبة رقم 126 في المقاطعة. نما عدد السكان في هذه المدينة بنسبة (5.5) بين العامين المذكورين.

## وصلات خارجية
- الأطلس الحكومي لكندا
- إحصاءات كندا مع ساعة تعداد السكان